# Evan James (soccer)
Pour les articles homonymes, voir Evan James.
Evan James est un joueur de soccer international canadien né le 19 juin 1990 à Mississauga (Ontario). Il évolue au poste d'attaquant.

## Biographie

### Débuts au Canada
Evan James est repêché à la première position de la MLS Supplemental Draft 2012 par l'Impact de Montréal. Bien qu'il ne participe à aucune rencontre officielle avec l'équipe première, James est conservé toute la saison 2012 avec l'Impact. Néanmoins, à l'issue de cette même saison, son contrat n'est pas renouvelé.
Sans club, il décide alors de retrouver l'équipe amateur de Hamilton en USL PDL où il évoluait en 2012 et qui a été rebaptisé K-W United FC. Ses bonnes performances (quatorze rencontres et quatre buts) lui valent d'être sélectionné en sélection nationale et il y fait ses débuts le 26 janvier 2013, en entrant en jeu contre le Danemark en remplacement de Dwayne De Rosario (défaite 4-0).

### Tentatives en Europe
Après ce retour au niveau amateur au Canada, il tente sa chance en Europe et signe le 27 mars 2014 en faveur du Tonbridge Angels FC, formation anglaise évoluant en National League South, la sixième division du pays,. Son court passage se conclut avec un but en quatre rencontre tandis que son club connaît la relégation au niveau inférieur. Il rejoint alors Kraft, équipe finlandaise participant au championnat de troisième division jusqu'à la fin de la saison 2014 et enregistre deux buts pour six matchs. De nouveau sans club début 2015, il effectue un essai au BK Marienlyst en juillet et celui s’avérant concluant, la formation danoise lui octroie un contrat permanent. Quelques jours après sa signature dans cette équipe de troisième division, il inscrit quatre buts au cours d'une victoire 7-1 en Coupe du Danemark. Malheureusement pour lui, diverses blessures le contraignent à rompre son contrat à l'amiable en janvier 2016 afin de retourner au Canada pour récupérer la forme.

## Statistiques
| Saison                | Club                  | Championnat           | Championnat | Championnat | Coupe(s) nationale(s) | Coupe(s) nationale(s) | Séries | Séries | Canada | Canada | Total | Total |
| Saison                | Club                  | Division              | M.          | B.          | M.                    | B.                    | M.     | B.     | M.     | B.     | M.    | B.    |
| 2012                  | Impact de Montréal    | 1                     | 0           | 0           | 0                     | 0                     | -      | -      | -      | -      | 0     | 0     |
| 2013                  | K-W United FC         | 4                     | 14          | 4           | -                     | -                     | -      | -      | 2      | 0      | 16    | 4     |
| 2013-2014             | Tonbridge Angels      | 6                     | 4           | 1           | -                     | -                     | -      | -      | -      | -      | 4     | 1     |
| 2014                  | Kraft                 | 3                     | 6           | 2           | -                     | -                     | -      | -      | -      | -      | 6     | 2     |
| 2015                  | BK Marienlyst         | 3                     |             |             | 1                     | 4                     | -      | -      | -      | -      | 1     | 4     |
| Total sur la carrière | Total sur la carrière | Total sur la carrière | 24          | 7           | 1                     | 4                     | 0      | 0      | 2      | 0      | 27    | 11    |